# Харлу
Ха́рлу (фин. и карел. Harlu) — посёлок сельского типа в Питкярантском районе Республики Карелия в России. Являлся административным центром упразднённого в 2023 году Харлуского сельского поселения. Также в посёлке Харлу есть одноимённый остановочный пункт на 9 км железнодорожной линии «Лодейное Поле — Янисъярви» Октябрьской железной дороги.
Относится к историческим поселениям.

## История

### Предыстория и XVIII век
Древнейшим населением Северного Приладожья, фиксируемым на основании данных топонимики и фольклора, являются саамы, или лопари. Со второй половины I тысячелетия н. э. здесь обнаруживаются следы земледелия (остров Риеккалансари), археологические памятники (городище Пассо, X век), что обычно отождествляется с приходом корелы, прибалтийско-финского племени. В XIII веке корела была крещена князем Ярославом Всеволодовичем.
В IX—XIV веках в устье реки Янисйоки (фин. Jänisjoki: заячья река) и на близлежащих островах было около 30 домов. В старых налоговых книгах распространено название Jananus или Janasjoki. Столетиями Янисйоки была одним из торговых путей рыбой и пушниной в северной части Ладожского озера, наравне с реками Китенйоки на западе и Тохмайоки на северо-западе озера.
Вторая половина XVI — начало XVII веков ознаменовались длительными войнами между Швецией и Россией: население края значительно сокращается вследствие бедствий военного времени. После перехода всего Корельского уезда под власть Швеции (1617 год) начинается массовая миграция в Россию из-за репрессивной политики шведских властей в отношении православного карельского населения.
В 1792 году вышел Российский атлас Вильбрехта, в нём указан населённый пункт Гарла Сердобольского уезда Выборгского наместничества.
| - Харлу (Гарла) на карте 1792 года. - Харлу (Харсу) на карте 1805 года. - Харлу на карте 1875 года. |

### Российский период 1800—1917
В различных картах встречаются такие варианты названия населённого пункта:
- 1826 год — Харсу. У Шуберта в специальной карте Западной части Российской Империи, выходившей с 1826 по 1840 год[6].

- 1875 год — Харлу. Упоминается в карте Стрельбицкого; лист, включающий Сердоболь и Харлу окончен в 1875 году[7].

- 1910 год — Харту. В картах Шокальского название вновь поменялось[8].

Топоним Харлу устоялся к началу XX века и указывался в списках почтово-телеграфного ведомства и адресных книгах.

В XIX веке население было уже преимущественно финским, жило также небольшое количество русских и шведов.
- 1899 год — открылась первая школа в посёлке Харлу (числится как 1900 учебный год)[11]. По инициативе Анни Саукко, руководительницы Сердобольской женской школы, решено создать школу в поселке Харлу. Частные школы стали основой для начальных школ. Люди с высшим образованием преподавали бесплатно. Видя потребность в школе и заинтересованность населения, Антти Кокко сдал в аренду здание за символическую плату. Первым учителем стал Айно Куйвалайнен[12].
- 1916 год — 30 апреля школа в посёлке Харлу сгорела[12].

- 1916 год — в «Финляндской газете» написано о присоединении нового прихода Харлу к территории Сердобольского прихода:

На основании сего числа постановленного Духовной Консисторией Нейшлотской епархии решения, сим объявляется должность первого капеллана в Сердобольском сельском приходе от Духовной Консистории в законном порядке свободой для соискания <…> с указанием на объявленные в циркуляре Духовной Консистории за № 269 Высочайшие постановления об образовании Сердобольского городского прихода в отдельный приход, <…> и о присоединении нового прихода под назв. Харлу к территории бывшего Сердобольского прихода. В Нейшлотской Духовной Консистории, 17-го апреля н. ст. 1916 года. Копонен О. В.

#### Завод Леппякоски в Харлу
Так как в середине XIX века спрос на бумагу стал чрезвычайно сильно возрастать, то пришлось заняться изысканием нового, более доступного и более дешевого материала, который был найден в волокнах елового и соснового дерева. Это изобретение имело для Финляндии огромное значение, так как обширные площади лесов, наличность многочисленных сплавных путей, дешёвая двигательная сила, таящаяся в финляндских водопадах и, наконец, прогресс техники и улучшение путей сообщения привели к тому, что эта отрасль производства уже к началу XX века являлась одной из важнейших для Финляндии. Необходимая для изготовления бумаги древесная масса вырабатывается либо путём размельчения дерева особыми жерновами (древотёрочные заводы), либо путём варки в особых жидкостях (целлюлозные фабрики). В 1912 году Финляндия располагала 45 древотерочными заводами, 17 целлюлозными фабриками и 27 бумажными фабриками
.
В 1893 году Вальдемар фон Френкель (15 мая 1853, Таммерфорс, Великое княжество Финляндское, Российская империя — 28 мая 1936, Стокгольм, Швеция) на месте пилорамы построил бумажный завод, вскоре ставший градообразующим предприятием и существенно повлиявший на развитие Харлу. Завод был расположен у порога Леппякоски (фин. Leppäkoski — «ольховый порог») и оттуда получил своё название. Отразилось название порога и в наименовании акционерного общества Leppäkoski Fabrikers Aktiebolag, то есть «Леппяковских писчебумажных фабрик» (чаще использовалось и вошло в обиход сокращённое и более точное название «Леппякоски»).
В 1904 году на фабрике была установлена PKIII — первая бумажная машина, построенная в Финляндии. Она произведена на Выборгским механическом заводе (Viipurin konepaja).
После пожара в 1908 году, завод Леппякоски был восстановлен уже из кирпича и бетона.
В 1912 году в компании работало 300 человек, производя упаковки, коробки и газетную бумагу. К началу 1920-х гг. объём её производства составлял до 6000 т. в год. Продукция завода продавалась в крупных городах России: Санкт-Петербурге, Москве, Одессе, Самаре. Представительство и склады были также в Киеве и Харькове. В 1925 году на заводе работало 300 человек, 20 служащих, 1200 лесорубов.
В 1925 году на двух машинах завода изготовлялась лишь бумажная масса для экспорта, на одной машине началось изготовление газетной бумаги. В этом же году бумажная фабрика Леппякоски перешла в собственность АО Ляскеля, и предполагалось перейти к изготовлению газетной бумаги также и на второй машине, из-за увеличения спроса на газетную бумагу на экспортных рынках. К декабрю 1925 года акционерный капитал АО «Ляскеля» возрос с 8 до 20 миллионов финских марок, причём 12 миллионов употреблены на постройку сульфитного завода в Леппякоски. В январе 1927 год на фабрике Леппякоски уже готова довольно большая сульфитная фабрика. Производство бумаги посредством перестройки машин увеличено на 2 000 тонн в год.
| - Вальдемар фон Френкель в 60 лет. 1913 год. - Завод Леппякоски в Харлу. 1912 год. - Цех завода Леппякоски в Харлу. Не позднее 1923 года. |

В начале XX века Харлу входил в Сердобольский уезд Выборгской губернии Великого княжества Финляндского — генерал-губернаторства в составе Российской империи.

### Финляндский период 1918—1940
До 1940 г. это был высокоразвитый в промышленном и сельскохозяйственном отношении регион: в конце 1930-х гг. здесь производилось 10,7 % от общего объёма продукции в стране, в том числе 1/10 часть всей целлюлозы, бумаги, фанеры и прочих материалов. Бумагоделательное производство появилось здесь ещё в 1880-е гг., а в начале XX в. здесь возникло производство целлюлозы. Кроме того, территория была богата лесными ресурсами, покрывавшими 12 % всей площади.
Волость Харлу входила в состав Финляндии с 1918 по 1940.
- 1921 год — 1 мая проведено первое собрание по учреждению муниципалитета; принято решение стать независимым муниципалитетом с 1 января 1922 года. Но поскольку практика была новой, сначала обратились к правительству за разрешением.
- 1921 год — 19 ноября правительству направлено письмо с просьбой разрешить создание независимого муниципалитета, основанное на статье 1 § Муниципального закона, действующего тогда. Правительство приняло это решение 12 декабря 1921 года.
- 1 августа 1922 года — образован независимый муниципалитет (волость) Харлу. Эта дата считается основанием муниципалитета.
- 1922 год — 4 декабря проведены выборы, в соответствии с пересмотренным муниципальным законом. Первым председателем совета был Отто Хелениус, мастер-строитель, а заместителем председателя стал Юхо Ринкинен. Главой муниципалитета избран плотник Юхо Охво, чуть менее чем через год Сантери Лескинен и с 1929 года до роспуска муниципалитета Юхо Лихавайнен[12].
- 1924 год — завершена ширококолейная железная дорога.

Ширококолейная дорога между станцией Харлу на линии Суоярви и между заводом Ляскеля в настоящее время настолько закончена, что с 5 декабря на ней началось временное движение, пока только в виде перевозки грузов целыми вагонами. Эта железнодорожная ветка имеет длину в 8 километров. В дальнейшем она будет открыта также для пассажирского движения. От завода Ляскеля идет узкоколейная ветка до Ладожского озера. Таким образом, новая линия открывает железнодорожную связь между железной дорогой Суоярви и Ладогой.
В молодом муниципалитете пришлось применить жёсткие экономические меры. Почти единственным источником поступления финансов поначалу было налогообложение. Острой проблемой стала безработица. В 1932 году в муниципальном отчёте говорилось, что часть населения нуждается в обуви, одежде и еде.

#### Образование и культура
- 20.01.1919 года достроена новая деревянная школа со спортзалом.[27]
- 17.11.1930 года торжественное открытие новой школы Харлу[28]
- 1938 год — К 1938 учебному году волость Харлу делилась на 11 школьных округов, всего работало свыше 30 учителей[29]. Новая школа в посёлке Харлу приняла первых учеников, как раз перед войной 1939 года, прервавшей бурное развитие волости. Во время войны в здании школы работали муниципальные управления и отделение полиции, и его помещения нельзя было использовать для образования.[12]

| - Анни Саукко. - Ученики возле здания школы в Харлу 1919 года постройки. - Олимпийский призер по лыжным гонкам Беньямин Ваннинен из волости Харлу. 1948 год. |

#### Досуг в Харлу
В Харлу был свой профсоюз и клуб по спортивной гимнастике. Здесь также было отделение «Лотта Свярд», охотничий и стрелковый клуб, молодежные клубы, два клуба фермеров, хор и оркестр и ассоциация учителей.

#### Спорт
Специально для организации и разнообразия досуга молодёжи организованы спортивные занятия: основана команда «Leppäkosken Riuskan». 29 октября 1921 года на пожарной станции в Ляскеля подписаны учредительные документы клуба, затем вступившего в Финскую федерацию гимнастики и спорта.
Выдающихся результатов достигли и лыжники. Стали известны имена спортсменов из Харлу: братьев Пекки и Беньямина Ваннинен (завоевал в 1948 году бронзу на Олимпийских играх).
Поначалу развитие лёгкой атлетики в волости омрачалось отсутствием спортивных площадок, однако в 1932 году между Харлу и Ляскеля, недалеко от железной дороги, подготовлен лыжный склон с первым в Приладожье трамплином. К 1934 году в центре поселка Харлу появился стадион.

#### Советско-финляндская война (1939—1940)
Эвакуация во время Зимней войны не производилась, поскольку боевые действия на территории Харлу не велись. После Зимней войны по условиям Московского договора бо́льшая часть Выборгской губернии была передана СССР. В административном отношении Карельский перешеек был разделен на шесть районов. Три южных (Раутовский или Сосновский, Койвистовский или Приморский и Каннельярвский) вошли в состав Ленинградской области. Три другие — Виипурский, или Выборгский, Яскинский, или Лесогорский и Кексгольмский, или Приозёрский — стали частью созданной в 1940 г. Карело-Финской ССР.
Эвакуационные поезда c финским населением Харлу направились в Контиолахти, откуда эвакуация шла в Центральную Остроботнию через Северное Саво. Финская администрация волости Харлу сначала переехала в Нильсию, оттуда в Kälviä и, наконец, в Кокколу.

#### Послевоенное переселение
К Советскому Союзу отошли Карельский перешеек, западное и северное Приладожье. На этой территории в июле 1940 года было организовано 7 районов. Процесс восстановления промышленности, транспорта и связи в Северном Приладожье Карело-Финской ССР шёл в целом достаточно успешно. Правительство Карело-Финской ССР основное внимание прежде всего уделило созданию совхозов животноводческого направления для обеспечения городов молоком и мясом. В июне 1940 года в 30 км от Сортавалы близ станции Ляскеля создали еще одно хозяйство — совхоз «Харлу». Рядом с ним располагались два ЦБК, поэтому первоочерёдной задачей совхоза стало обеспечение рабочих и служащих этих предприятий продукцией животноводства, а также овощами и ягодами. В течение месяца — с 15 августа по 15 сентября 1940 года, — были проведены завоз скота в новые хозяйства и комплектование их руководящими кадрами, специалистами и рабочими.
Для организации и руководства этой деятельностью по постановлению ЦК ВКП(б) и СНК СССР № 896 «О мероприятиях по восстановлению хозяйства в новых районах Карело-Финской СССР» от 28 мая 1940 года был создан Переселенческий отдел при СНК КФССР. Согласно этому же постановлению, для сельскохозяйственного освоения новых районов планировалось переселить всего 40 тысяч семей, из них в 1940 году — 20 тыс. семей (II квартал — 5 тыс., III квартал — 12 тыс., IV квартал — 3 тыс. семей), в 1941 году — 20 тыс. семей. Переселение колхозников и колхозов намечали произвести из ряда областей и республик Советского Союза: Белорусской ССР, Чувашской, Мордовской и Татар-ской АССР, Рязанской, Калининской, Смоленской, Орловской, Кировской и Вологодской областей.
Для знакомства с условиями ведения хозяйства и выбора земельных участков в новых районах областям и республикам «выхода» предоставлялось право посылать предварительно своих представителей — «ходоков». В подавляющем большинстве «ходоки» сразу же после осмотра земель закрепляли их за своими колхозами.
Один из переселенцев вспоминал:

«До нас здесь были посланные нами ходоки. Они осмотрели внимательно места нового нашего жительства, подобрали место для поселения. Мы знали, что финны вырезали весь скот, все хозяйство надо заводить заново. Зная это, мы привезли с собой 16 лошадей, 50 коров, 6 рабочих волов, много свиней и другого скота».
Переселенцам, прибывавшим в колхозы и совхозы новых районов Карелии, Советское государство оказывало определённую помощь. Колхозникам предоставлялась продовольственная ссуда сроком на два года в размере до 3 центнеров на семью. Также переселенческим хозяйствам выделялась семенная ссуда в соответствии с их посевными планами. Бескоровным колхозникам предоставлялся кредит на приобретение коров сроком на пять лет, который погашался начиная со второго года. Кроме этого, колхозники-переселенцы получали ссуду на хозяйственное обзаведение в сумме 300 рублей на семью. Переезжающим в новые районы передавались в собственность оставшиеся дома и надворные постройки с погашением их оценочной стоимости равными частями в течение восьми лет начиная с третьего года после вселения. Вне районов боевых действий после ухода финского населения оставались совершенно неповрежденными целые деревни. Оставившие их хозяева надеялись, что скоро вернутся, и поэтому забирали с собой лишь самое необходимое из того, что были в состоянии вывезти. Практически в каждом хозяйстве имелись многочисленные постройки — амбары, конюшни, коровники, бани, сараи.
Указом Президиума Верховного Совета КФССР от 26 сентября 1940 г. были образованы сельские и поселковые советы в Сортавальском районе, в том числе Харлуский. В мае создана партийная организация на Ляскельской бумажной фабрике. По её инициативе, между коллективом строителей и эксплуатационников развернулось социалистическое соревнование:

Целлюлозно-бумажный комбинат в Харлу. Правительственный срок восстановительных работ — февраль-март 1941 года. Ведутся строительные работы по бумфабрике, очистному и рольному отделам. Все строительные работы по варочному, древесному и кислотному отделам, котельной и по депо идут в соответствии с графиком, и комбинат будет восстановлен и пущен досрочно к 1 января 1941 года.

### Военный период 1941—1945
Однако территория вновь перешла к Финляндии с 1941 по 1944.
9 июля финны окончательно прорвали оборону 71-й сд и разрезали 7-ю армию на две части. 168-я сд, штаб и 367-й сп из 71-й сд оказались в полуокружении в районе Сортавалы. Эти части ещё несколько дней финны пытались сбросить в Ладогу и в боях против них применяли танки. Так, несколько финских танков с солдатами 11-й пд 16 июля выбили части 367-го сп из района Харлу. 18 июля 1941 г. противник активизировал свою деятельность главным образом в районе Хямекоски, Харлу, Кааламо. В 4:00 в районе Хямекоски противник двумя батальонами форсировал р. Янисйоки, повёл наступление на запад и юго-запад. С большим трудом советским частям 168-й сд удалось остановить финнов. Дело в том, что 168-я сд входила в состав 7-й армии, а её левый сосед, 142-я сд, в состав 19-го ск 23-й армии. Переподчинение 168-й сд в 23-ю армию было осуществлено только 21 июля, а до этого приходилось полагаться лишь на свои силы.

Я и еще 13 девушек-комсомолок с завода п. Харлу добровольно пошли сандружинницами 9 июля 1941 года в войсковой полевой передвижной госпиталь № 91, входящий в действующую армию Карельского фронта. Шли бои в направлении пос. Хямекоски. 2-го июля начали поступать раненые воины, поток их с каждым днем увеличивался. Под обстрелом и бомбежкой фашистских самолетов оперировали и вылечивали раненых квалифицированные врачи из ленинградских больниц, такие как хирурги С. С. Марголин, И. С. Левин, терапевт А. П. Ермаченко и другие. 13 июля 1941 года сформированный эшелон с ранеными для отправки на станцию Янисъярви был разбит вражеским самолетом. На второй день санитарный поезд был вновь сформирован и отправлен на Петрозаводск. Этот состав с ранеными оказался последним, так как железная дорога на Петрозаводск была перекрыта противником. За 12 дней нахождения госпиталя в Янисъярви сюда поступили 650 раненых солдат и командиров. Из-за сложной боевой обстановки 14 июля 1941 года госпиталь перебазировался в г. Питкяранта. Сюда сразу стали поступать раненые с передовых позиций, кроме этого, из Сортавала был переправлен состав с ранеными. <…> 16 июля начальник госпиталя, военврач второго ранга В. Боровиков узнал, что все воинские части отошли от Питкяранты в направлении Видлицы, и госпиталь остался без прикрытия, он решил занять оборону личным составом <…> В то же время шла экстренная эвакуация из Питкяранты тяжелораненых на автомашинах. <…> Автомашин не хватало. Около 300 раненых воинов с легкими ранениями шли пешком до Видлицы <…> Госпиталь работал в тяжелейших условиях, не хватало медикаментов, особенно был ощутим недостаток крови для тяжелораненых. В этих случаях личный состав госпиталя становился донорами. <…> После окончания войны из 14 сандружинниц в Харлу вернулась я и О. И. Федоркова (Васильева).

Вывезено цепное оборудование бумажно-целлюлозных комбинатов республики: Кякисалмского, Энсо, Питкярантского, Иоханес, Кондопожского, Сегежского. Большинство из указанных предприятий смонтировано в тыловых районах СССР и там продолжают свою работу. Так, например, бумкомбинаты Кякисалмский и Иоханес работают в Соликамске, Харлу — в Пензе.
- 1941 год — 15 августа года финская администрация вернулась в Харлу[12].

#### Бои у завода Харлу
Исторически примечательно, что в Харлу зафиксировано использование самолёта Белл П-39 «Аэрокобра» (англ. Bell P-39 Airacobra), поставляемого в СССР по ленд-лизу. На P-39 летали такие асы, как Александр Покрышкин, Павел Кутахов (ставший впоследствии маршалом авиации и заместителем министра обороны СССР).
Калмансон Виктор Эммануилович (23 сентября 1918, Луцк — 20 мая 1952, Корея) — лётчик 773-го истребительного авиационного полка, обнаружил и сфотографировал с «Аэрокобры» замаскированный финский бронепоезд возле завода в Харлу: 
Мои дорогие! Вот будни моей работы — штабной поезд с бронеплощадками. Его ведь надо было найти! Потом я сам привёл штурмовиков, вместе с ними сожгли его. Белые полосы — блеск винта. Снято через винт.
Фотография сделана 21 июля, примерно в 17 часов (тени падают на северо-восток): на обороте фотографии указано, что поезд уничтожен при последующим за съемкой вылете. В статье в «Арсенал-Коллекции» написано, что 22 июля 1944 года лётчики 773 ИАП, вместе со штурмовиками, атаковали эшелон на станции Сана и уничтожили паровоз. Место Сана (фин. saha — лесопилка) расположено немного южнее по карте, и ошибочно указано как называние станции: на карте была транскрипция, либо это ошибка авторов статьи.
| - Т-20 «Комсомолец» в Харлу. 1941 год. - Зенитная пушка «Бофорс» L60 в Харлу. 1944 год. - Целлюлозный завод Харлу. 1944 год. - В цеху завода Харлу. 1944 год. |

После завершения 19 сентября 1944 года Советско-финской войны 1941—1944 годов, согласно заключённому Московскому перемирию было восстановлено действие Московского договора 1940 года: к СССР отошла прежняя территория Выборгской губернии, определённая Московским договором в 1940 году. В середине лета 1944 года началась вторая эвакуация финнов, переместившихся в Каухаве. Судебный процесс по исключению Харлу из состава муниципалитетов Финляндии состоялся в Йювяскюля 11 декабря 1948 года в 17 часов.
В ноябре 1944 года Выборгский, Кексгольмский и Яскинский районы, определённые в 1940 году в Карело-Финскую ССР, отошли к Ленинградской области.
Финское население вновь эвакуировалось летом 1944 года. На этот раз эвакуационные поезда направились в Южную Остроботнию, администрация переехала в Каухаву, а затем в Тиккакоски.
Завод был стратегически важен: 24 сентября 1944 года майор Ромашов представил акт проверки начальнику штаба 4-го стрелкового корпуса, а уже 28 сентября 1944 года полковник Голубев пишет:

СЕКРЕТНО. Начальнику штаба 7-й армии. Представляю акт проверки состояния бумажной фабрики в м. Харлу, план-схему охранения предприятия и акт от 27.09.1944 года.

### Советский период 1945—1991
Одной из важнейших для научно-технического прогресса сфер была лесная промышленность, имевшая большое значение для СССР как государства, обладавшего значительными лесными ресурсами. Несмотря на это, число предприятий, занимавшихся деревообработкой и производством материалов, было невелико. К началу 1950-х гг. бо́льшая часть их имела устаревшее оборудование, поскольку была оснащена импортной техникой, завезённой в годы сталинской индустриализации и в Советском Союзе не производившейся. Отсутствие ряда производств приводило к необходимости импорта таких высокосложных продуктов, как сульфитная целлюлоза. Серьёзной проблемой являлось и качество сырья — нередко предприятия получали древесину с высоким содержанием гнили.
Одним из важнейших источников советского импорта как продукции, так и сырья, была Финляндия, имевшая ведущую деревообрабатывающую промышленность, ориентированную на Запад, но не подчинявшаяся эмбарго 1949 г.
Общий технологический уровень Финляндии середины 1950-х гг. не был очень высоким, но финны традиционно занимались лесопилением, достигли большого успеха в целлюлозно-бумажном производстве и ряде направлений лесной промышленности, а также в методах ведения лесного хозяйства. Основные мощности финляндской лесной отрасли были сконцентрированы на территории Карельского перешейка и Приладожской Карелии — высокоразвитой части Финляндии, отошедшей Советскому Союзу в 1940-е гг. Согласно Парижскому мирному договору 1947 г., заключённому между СССР и Финляндией, первый получал территории площадью 3,3 млн га, и финны обязывались возместить убытки, «причинённые Советскому Союзу военными действиями».
Предусматривалась возможность погашения репараций товарами, в том числе лесными материалами, бумагой, целлюлозой, машинным оборудованием. Необходимость выплат продукцией, виды которой были определены договором, заставило финнов наладить старые и основать новые отрасли производства. Поставки из Финляндии можно рассматривать как своего рода прелюдию будущего феномена советско-финляндской торговли и советского трансфера финляндских технологий.
Благодаря присоединённым территориям лесная промышленность СССР уже в 1950 году превзошла довоенный уровень на 73 %. Суоярвский, Выборгский, Ляскельский, Питкярантский и завод в Харлу вместе производили 417 тыс. тонн целлюлозы и 119,7 тыс. тонн бумаги.
- 1945 год — возобновил работу совхоз «Харлу». На комбинате «Харлу» досрочно стали работать все три машины бумажной фабрики общей мощностью 10 тыс. т бумаги в год.

После пуска целлюлозного завода в Харлу в июле 1947 года варочные котлы шведской и финской фирм едва-едва обеспечивали своё производство, а на бумажную фабрику «Ляскеля» целлюлозу приходилось завозить. Вот тогда и начался поиск увеличения съёма целлюлозы с одного кубического метра варочного котла. <…> На заводе пробовали использовать технологическую щепу с лесозаводов, пустили в ход лиственные породы. Эксперимент повторялся за экспериментом. Но себестоимость целлюлозы была очень высока, а желаемых результатов так и не добились. Качество целлюлозы отражалось и на качестве бумаги.<…> В августе 1959 года, когда завод «Харлу» сменил технологию варки целлюлозы на кислоту с аммониевым основанием вместо кальциевого <…> пришлось менять облицовку варочных котлов <…> на углеграфитные плитки, изготовленные Запорожским электрозаводом. <…> «Это вещество должно быть стеклом!» — предложил Г. Галущак, главный инженер комбината. <…> Углеграфитные плитки прямо на месте, в кпееварочном отделении, под давлением пропитали жидким стеклом, во время очередного ремонта поставили несколько штук, чтобы установить их надёжность. <…> Благодаря этому и другим рационализаторским предложением в юбилейном году целлюлозники завода «Харлу» добились рекордного выпуска целлюлозы; 30,4 тысячи тонн в год, что позволило не только обеспечить свое производство и бумажную фабрику «Ляскеля», но и отправлять целлюлозу на другие предприятия страны. Это рационализаторское предложение рассматривалось на областном конкурсе ВОИР — всесоюзного общества изобретателей и рационализаторов. Жюри конкурса пришло к единому мнению: присудить авторам рацпредложения первую премию.
- 1958 год — 21 августа бумажная фабрика «Ляскеля», целлюлозно-бумажный комбинат «Харлу» и Ляскельский лесозавод были объединены в один Ляскельский целлюлозно-бумажный и деревообрабатывающий комбинат. Продукция комбината — газетная, пачечная, бандерольная, коробочная, билетная, оберточная бумага и сульфитная небеленая целлюлоза.[51]

В совхозе «Харлу» за 1976—1980 годы прирост машиновооруженности составил 10,3 %, а прирост валовой продукции — 19,8 %.
С 1940 по 1991 год имел статус посёлка городского типа.

### Современный период (с 1991 года)
Перестроечное время принесло изменения: граница с Финляндией открылась, приграничная торговля стала новым источником доходов для жителей. В 1990-е годы значительная часть предприятий поселения остановилась из-за банкротства, однако в то же время открылось несколько новых частных фирм: 2015 году на площадке бывшего мебельно-лыжного комбината организовано деревообрабатывающее производство.
Посёлок развивается как туристический центр.
В августе 2017 года в Харлу проходили празднества, посвящённые 95-летию основания города поселка, хотя как указывалось выше, посёлок значительно древнее. В номинации «Поэзия» победило стихотворение «Любимый посёлок»:
Тут воздух чистый как в лесу
Воды здесь видишь всю красу.Алиса Федулова

## Физико-географическая характеристика

### Географическое положение
Географические координаты посёлка — 61°48′20″ с. ш. 30°56′10″ в. д.
Посёлок находится в пределах северо-западной части Олонецкой равнины, примыкающей к Ладожскому озеру с северо-запада. Посёлок Харлу расположен в средней части течения реки Янисйоки, при впадении в нее притока первого порядка реки Лёютёоя (Леута), в основном, на правом берегу. Связь с левым берегом осуществляется по дамбе плотины. Остановочный пункт Харлу находится в северо-западной части посёлка. Посёлок связан железнодорожной линией со станциями Янисъярви, Ляскеля, Питкяранта, остановочным пунктом Хямекоски и автодорогой с городами Сортавала и Питкяранта.
| С-З | Йоэнсуу ~ 150 км  |                          | Суоярви ~ 120 км                    | С-В |
| З   | Тампере ~ 550 км  | Роза ветров              | Петрозаводск ~ 220 км               | В   |
| Ю-З | Сортавала ~ 32 км | Санкт-Петербург ~ 310 км | Питкяранта ~ 50 км Москва ~ 1000 км | Ю-В |

### Рельеф и геологическое строение
Район отличается разнообразием форм современного рельефа. Посёлок окружают хвойные леса и скальные возвышенности. Поверхность гряд и холмов покрыта густым смешанным лесом. Равнинная же часть территории залесена примерно на 50 %.
Из эрозионных форм рельефа наиболее отчётливо вырисовываются долины рек Янисйоки и Лёютёоя. Янисйоки течёт с севера на юг и берёт начало в озере Янисъярви. Река носит полугорный характер, имеет пороги и быстрины, зарегулирована тремя плотинами. Один из её притоков, река Лёютёоя, протекает по территории посёлка. Глубина вреза их долин относительно поверхности озерной равнины составляет 10-15 м. Ширина долины реки Янисйоки поверху равна 150—200 м, реки Лёютёоя 50-100 м. Крутизна склонов речных долин различна. Поверхность склонов долин почти повсеместно задернована и залесена кустарниковой растительностью. К югу от посёлка на расстоянии 2-3 км расположено озеро Теньярви.

### Климат
Посёлок Харлу приравнен к районам Крайнего Севера.
Благодаря особому микроклимату, посёлок, ранее относившийся к Сортавальскому району, также, как и расположенная 32 километрах Сортавала, благоприятен для больных сердечными и лёгочными заболеваниями (особенно — туберкулёзом лёгких).
Климат умеренный, отличается отсутствием резких колебаний температур воздуха и высокой относительной влажностью. Преобладание воздушных масс с Атлантики обуславливает продолжительную мягкую зиму и короткое прохладное лето. Смягчающее действие на климатические условия оказывают озёра Ладожское и Янисъярви.
| Показатель                                                                           | Янв.  | Фев.  | Март | Апр. | Май  | Июнь | Июль | Авг. | Сен. | Окт. | Нояб. | Дек. |
| ------------------------------------------------------------------------------------ | ----- | ----- | ---- | ---- | ---- | ---- | ---- | ---- | ---- | ---- | ----- | ---- |
| Средний суточный максимум, °C                                                        | −7,5  | −6,8  | −1,1 | 5    | 12,8 | 18,5 | 20,9 | 18,9 | 12,7 | 6,1  | 0,1   | −4,2 |
| Средняя температура, °C                                                              | −11   | −10,6 | −5,5 | 1,1  | 7,9  | 13,5 | 16,1 | 14,4 | 9,1  | 3,6  | −2    | −7,1 |
| Средний суточный минимум, °C                                                         | −14,4 | −14,3 | −9,9 | −2,8 | 3    | 8,5  | 11,3 | 10   | 5,5  | 1,2  | −4    | −10  |
| Норма осадков, мм                                                                    | 38    | 29    | 30   | 35   | 37   | 52   | 66   | 79   | 70   | 66   | 60    | 51   |
| Источник: Климатические данные городов по всему миру. Дата обращения: 17 марта 2020. |       |       |      |      |      |      |      |      |      |      |       |      |

Харлу относится к часовой зоне, обозначаемой по международному стандарту как Moscow Time Zone (MSK). Смещение относительно UTC составляет +3:00.

### Экологическая обстановка
В 1968 году исследования химического состава воды реки Янисйоки показали, что наиболее неблагоприятным для жизни таких рыб, как лососёвые, являлся участок протяжённостью около 7 км, находящийся ниже целлюлозно-бумажного комбината Харлу (между Харлу и Ляскеля). На этом участке комбинат спускал сточные воды. Стоки целлюлозно-бумажного производства в Харлу и Ляскеля не оставляли никаких надежд на выживание лосося. В 1990 году началась работа по изменению профиля целлюлозного завода «Харлу», в цехах завода Сортавальского лыжно-мебельный комбинат делал мебель. Экологически вредное производство целлюлозы было закрыто и экологическая ситуация значительно улучшилась.

## Население
| 1959 | 1970  | 1979  | 1989  | 2002  | 2009 | 2010 |
| ---- | ----- | ----- | ----- | ----- | ---- | ---- |
| 4040 | ↘2362 | ↘1955 | ↘1546 | ↘1084 | ↘885 | ↗904 |
| 2013 |       |       |       |       |      |      |
| ↘871 |       |       |       |       |      |      |

Несмотря на то, что Харлу и Питкярантский район находятся в составе Республики Карелия, карелы составляют здесь абсолютное меньшинство населения, что связано со сложной историей данного региона и переселенческой политикой властей СССР. По данным Всероссийской переписи населения 2010 года, карелы вместе с близкородственными им финнами составляют всего 6,7 % населения района.

## Символика
Выдающийся геральдист и геральдический художник Густав фон Нумерс (1912—1978) — автор герба финской общины Харлу.

В красном поле волнистое бревно и над ним кольцо, к центру которого с краёв вытянуты четыре клевероголовых балки; всё серебряное
На основе герба финской общины созданы современные флаг и герб Харлуского сельского поселения.
Предметы и цвета на гербе и флаге Харлуского сельского поселения символизируют следующее:
- Серебро — символ чистоты, искренности, добродетели. Серебро напоминает о целлюлозно-бумажной промышленности, практически в течение столетия определявшей промышленное лицо Харлу.
- Червлень (красный) — символ труда, красоты, жизнеутверждающей силы, праздника, солнца.
- Корона установленного образца — статусный элемент, символизирующий ранг муниципального образования как сельского поселения[70].

## Объекты социальной инфраструктуры
В посёлке есть школа, детский сад, амбулатория, клуб, общественная баня, почтовое отделение, отделение Сбербанка, пекарня, аптека и несколько магазинов, пожарная часть и библиотека.

## Транспорт и связь

### Транспорт
Через посёлок проходит региональная автодорога 86К-251 «Подъезд к п. Хямекоски». В 6 км к югу от посёлка она сообщается с 292 км автомобильной дороги федерального значения А121 «Сортавала», на которой имеется остановочный пункт маршрутных автобусов «поворот Харлу». Эта остановка связана автобусным сообщением с районными центрами — городами Питкярантой и Сортавалой, а также столицей Республики Карелия Петрозаводском (маршруты № 516,517,531, 532), и Санкт-Петербургом (маршрут № 807):

### Связь
Код Харлу +7 81433, стационарные телефонные номера пятизначные.
Услуги мобильной связи (2G и 3G) предоставляют «МегаФон» и «МТС».
Работает отделение почтовой связи ФГУП «Почта России», обслуживающее жителей посёлка и ближайших к нему населённых пунктов. Почтовый индекс Харлу: 186806

## Экономика
Харлу ГЭС-22 рабочей на 2007 год мощностью в 3 МВт.
В п. Харлу на площадке бывшего мебельно-лыжного комбината организовано деревообрабатывающее производство. В 2015 году ООО «ПТК ТимберБимсТехнологии» получило субсидию из бюджета Карелии на возмещение части затрат, связанных с приобретением оборудования для реализации проекта по производству клеёной деревянной балки. В течение 2016 года велись активные работы, и на сегодняшний день на производственной площадке восстановлено энергетическое хозяйство, завершён монтаж оборудования и запущено новое производство опалубочного оборудования и материалов для монолитного строительства на собственной производственной площадке.
На территории поселения осуществляют свою деятельность: отделение ПАО «Сбербанк», ФГУП «Почта России», ГУП РК «Карелфарм», ПАО «ТГК-1», ГУП РК «КарелКоммунЭнерго», ООО «Петербургтеплоэнерго», ФАПы ГБУЗ «Питкярантская ЦРБ», ОАО «РЖД».

## Достопримечательности

### Выявленные объекты архитектуры
Закреплены Приказом Министерства культуры Республики Карелия № 38 от 18.02.2000:
- улица Берёзовая аллея, 7 — дом жилой, первая половина XX века,  1030387000;
- улица Главное шоссе, 25 — Бывшее здание детского сада, первая половина XX века,  1030388000;
- улица Главное шоссе, 47 — «Дом богатых невест», — усадьба священника, архитектурный памятник конца XIX века,  1030389000;

### Захоронения и памятники
В посёлке сохраняется памятник истории: братская могила советских воинов 168-й стрелковой дивизии, 367-го полка 71-й стрелковой дивизии (7-я армия) и 3-го погранотряда, погибших в июле-августе 1941 года в оборонительных боях Советско-финской войны (1941—1944). Всего захоронено 165 человек (Постановление Совета Министров КАССР № 199 от 21.04.1971).
Неподалёку от братской могилы расположен памятник советским войнам «Алёша».

### Примечательные объекты и места
В настоящее время руинированные сооружения завода Ляппекоски рассматриваются как памятник индустриальной культуры.
- Завод Леппякоски в Харлу
- ГЭС
- Неподалёку самая высокая точка Северного Приладожья: гора Пётсёваара, высотой 187,4 м (61°48′47″ с. ш. 30°50′28″ в. д.HGЯO)[81][82]
- мосты
- Школа
- Ж/д остановочный пункт Харлу
- регулярно проводятся ралли и баха.
- Культурный туризм
- Этнический туризм
- Экологический туризм

| - Усадьба священника в Харлу (конец XIX века) <maplink lang='ru' latitude='61.796500' longitude='30.933056' text='61°47′47″&nbsp;с.&nbsp;ш. 30°55′59″&nbsp;в.&nbsp;д.' title='Харлу' zoom='14'>[ { - Файл:"type": "Feature", - Файл:"type": "Point", - Файл:30.933056, - Файл:"title": "Харлу", - Файл:"marker-symbol": "star", - Файл:"marker-color": " - Файл:"type": "ExternalData", - Файл:"service": "geoline", - Файл:"ids": "Q4496018", - Файл:"stroke": " - Файл:"type": "ExternalData", - Файл:"service": "geoshape", - Файл:"ids": "Q4496018", - Файл:"fill": " - Файл:"fill-opacity": 0.1, - Файл:"stroke": " - Бывшее здание детского сада в Харлу (начало XX века) <maplink lang='ru' latitude='61.806611' longitude='30.938028' text='61°48′23″&nbsp;с.&nbsp;ш. 30°56′16″&nbsp;в.&nbsp;д.' title='Харлу' zoom='14'>[ { - Файл:"type": "Feature", - Файл:"type": "Point", - Файл:30.938028, - Файл:"title": "Харлу", - Файл:"marker-symbol": "star", - Файл:"marker-color": " - Файл:"type": "ExternalData", - Файл:"service": "geoline", - Файл:"ids": "Q4496018", - Файл:"stroke": " - Файл:"type": "ExternalData", - Файл:"service": "geoshape", - Файл:"ids": "Q4496018", - Файл:"fill": " - Файл:"fill-opacity": 0.1, - Файл:"stroke": " - Бывшая железнодорожная станция (вокзал) Харлу <maplink lang='ru' latitude='61.817000' longitude='30.932694' text='61°49′01″&nbsp;с.&nbsp;ш. 30°55′57″&nbsp;в.&nbsp;д.' title='Харлу' zoom='14'>[ { - Файл:"type": "Feature", - Файл:"type": "Point", - Файл:30.932694, - Файл:"title": "Харлу", - Файл:"marker-symbol": "star", - Файл:"marker-color": " - Файл:"type": "ExternalData", - Файл:"service": "geoline", - Файл:"ids": "Q4496018", - Файл:"stroke": " - Файл:"type": "ExternalData", - Файл:"service": "geoshape", - Файл:"ids": "Q4496018", - Файл:"fill": " - Файл:"fill-opacity": 0.1, - Файл:"stroke": " |

## Культура
Муниципальное учреждение культуры и спорта «Радуга», созданное в 2011 году активно осуществляет свою культурную деятельность в п. Харлу и д. Рауталахти. Основная работа учреждения направлена на организацию и проведение мероприятий, праздников, концертов, вечеров отдыха, конкурсных программ и массовых гуляний для населения. Также для взрослых и детей работают различные кружки. Работают 12 клубных формирований (вокальные, театральные, танцевальные, кружок рисования, эстрадные и др.), которые посещают 85 участников, из них 6 детских формирований до 14 лет с посещением 45 участников.
В 2018 году творческие коллективы МУК «Радуга» участвовали в региональном фестивале «Люблю тебя, мой край родной» и в фестивале «Эстафета культур» в г. Питкяранта, а так же побывали в качестве волонтёров в Партальском доме-интернате.
Коллективы художественной самодеятельности поддерживают сохранение традиционной народной культуры своей творческой направленностью, на массовых мероприятиях организуются выставки местных народных умельцев, для детей проводятся малые фольклорные праздники. Широко используются инновационные формы культурно-досуговой деятельности: мастер-классы, акции, квесты.

## Религия
В посёлке была кирха (лютеранская церковь), которая до наших дней не сохранилась. Алтарная картина «Христос и грешница» («Кто без греха?») написана в 1927 году по эпизоду новозаветной истории, содержащейся в Евангелии от Иоанна (художник Daniel Johannes Pesu).
| - Церковь Харлу (кирха). - Возле кирхи Харлу в Вербное воскресенье. 1933 год. - Внутри кирхи Харлу. 1928 год. - Алтарная картина кирхи Харлу. 1927 год. |

## Образование
В Харлу есть муниципальный детский сад № 18 «Белочка». Работают обе упомянутые школы: основные занятия проводятся в школе, построенной финнами в 1937 году, а уроки музыки и физкультурные занятия — в спортзале старой финской школы 1919 года постройки. В ней же расположена библиотека. Число обучающихся на 4 ноября 2023 года — 49 человек.

### Местное самоуправление
- Администрация Харлуского сельского поселения. harluadm.edusite.ru. Дата обращения: 17 марта 2020.
- Совет Харлуского сельского поселения. harluadm.edusite.ru. Дата обращения: 17 марта 2020.

### Справочная информация
- Генеральный план Харлуского сельского поселения и Правила землепользования и застройки. harluadm.edusite.ru. Дата обращения: 17 марта 2020.
- Газификация населённых пунктов Харлуского сельского поселения. harluadm.edusite.ru. Дата обращения: 17 марта 2020.

### Карты и схемы
- Карта градостроительного зонирования территории посёлка Харлу (недоступная ссылка — история). gradeco.ru.

### В других местах
- Харлу на Викискладе
- Общество Харлу в России. vk.com. Дата обращения: 17 марта 2020.
- Общество Харлу в Финляндии (фин.). Архивировано из оригинала 4 мая 2019 года.
- Luovutettu Karjala — Harlu (фин.). www.luovutettukarjala.fi. Дата обращения: 17 марта 2020.